# 923

## Narození
- ? – Edred, anglický král († 23. listopadu 955)

## Úmrtí
- 15. července – Robert I. Francouzský, západofrancký král
- Al-Tabari – perský lékař, filosof, matematik a astronom

## Hlavy států
- České knížectví – Václav I., regentství (?) Drahomíra
- Papež – Jan X.
- Anglické království – Eduard I. Starší
  - Mercie – Eduard I. Starší
- Skotské království – Konstantin II. Skotský
- Východofranská říše – Jindřich I. Ptáčník
- Západofranská říše – Karel III., Robert I. Francouzský – Rudolf Burgundský
- Uherské království – Zoltán
- První bulharská říše – Symeon I.
- Byzanc – Konstantin VII. Porfyrogennetos